# Ledegem
Ledegem is een dorp en gemeente in de Belgische provincie West-Vlaanderen. Ledegem ligt in het zuiden van de provincie, tussen de steden Roeselare en Kortrijk. De gemeente telt ruim 9.700 inwoners. Zij wordt in de volksmond ook wel Légem of Leegem genoemd.

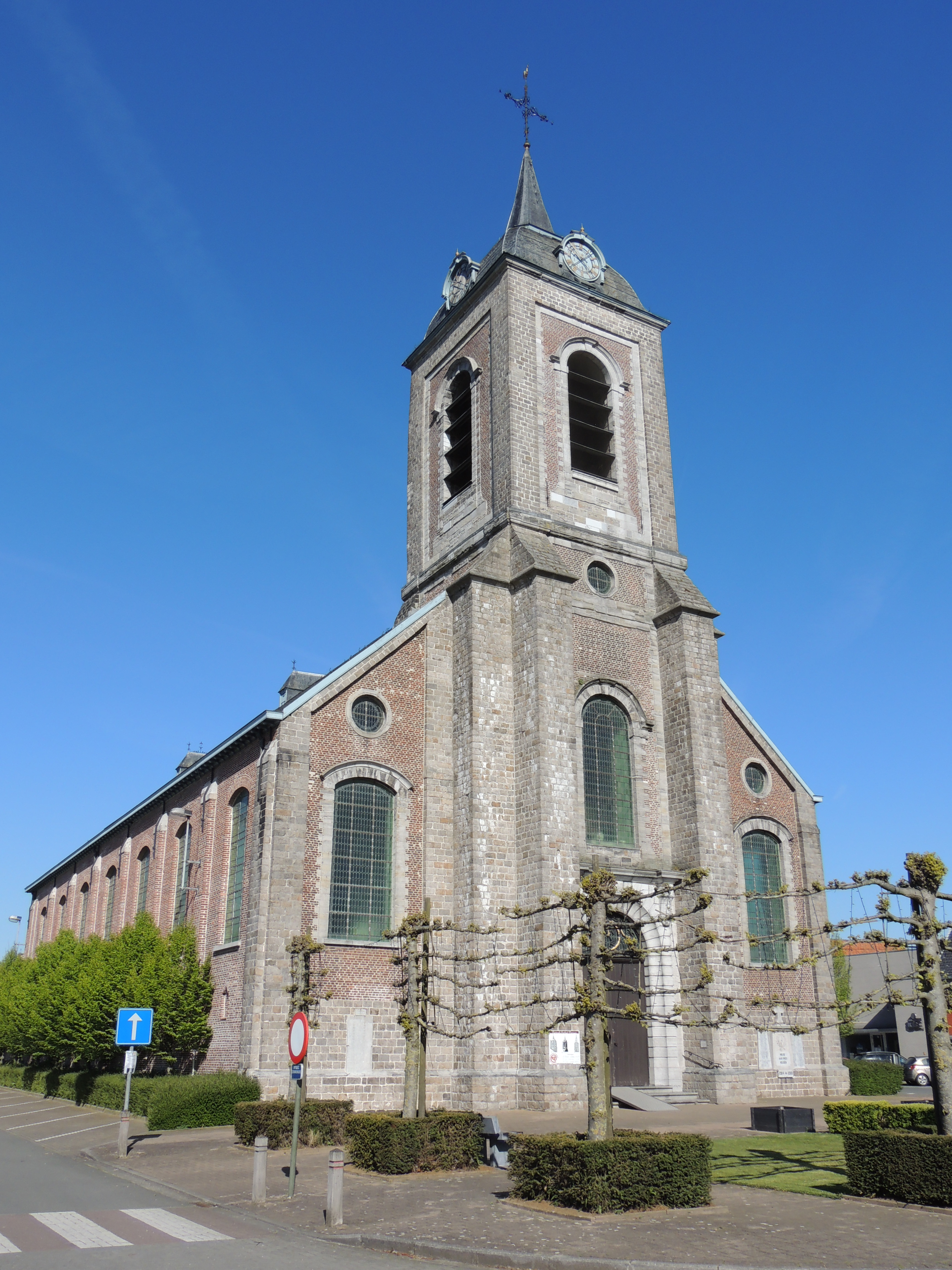
Sint-Petruskerk

## Geschiedenis

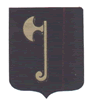
Oud wapenschild heren van Ledegem

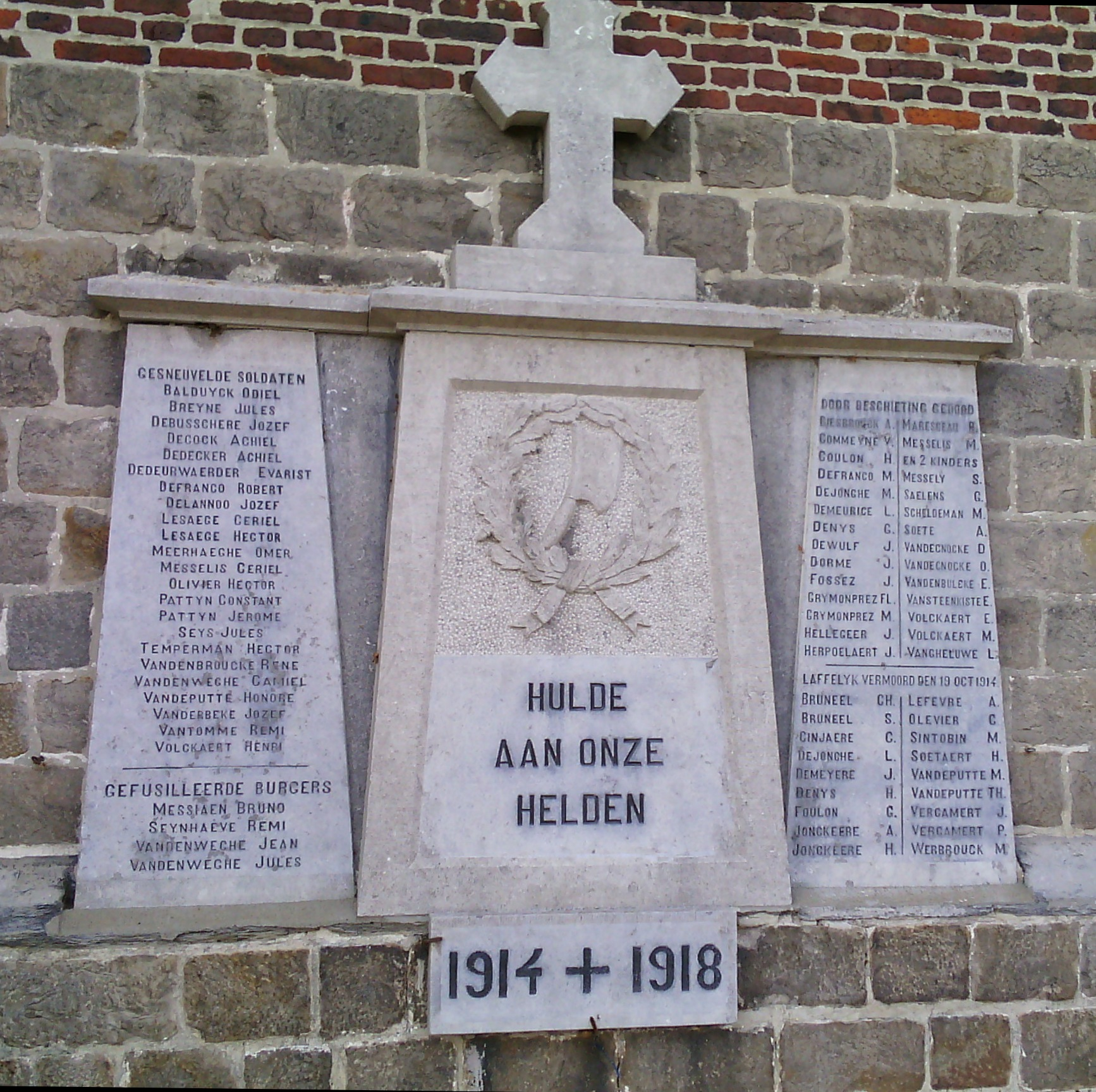
Hulde aan Onze Helden. Aan oostgevel van de Sint-Petruskerk bevindt zich een monument ter herdenking van de gesneuvelde soldaten en burgers uit Ledegem tijdens de Eerste Wereldoorlog.

Een oude vermelding van de plaats gaat terug tot 1085, als "Liedengehem", wat "Heem van de familie Lido" zou betekenen. De heerlijkheid droeg ook nog de naam Watene. Het dorp ontwikkelde zich ten noorden van de Heulebeek. Het gebied ten zuiden zou eeuwenlang moerassig blijven en met slechts verspreide boerderijen. Ledegem is een naam van Germaanse oorsprong.
Reeds in 1365 had de heer van Ledegem hier geen kasteel meer. In 1738 kocht de burggraaf van Harelbeke, Frans-Robert Moerman d'Harlebeke, de heerlijkheid Ledegem. Zijn zoon Robert-Jan leverde een belangrijke financiële bijdrage in de heropbouw van de parochie, die in 1763 was afgebrand. In het wapenschild van de huidige fusiegemeente Ledegem staat linksboven nog steeds het familiewapen van deze laatste heren van Ledegem. Bij de Franse Revolutie werden de adellijke titels immers afgeschaft.
Een oude vermelding van een kerk in Ledegem gaat terug tot 1149. Toen ging het patronaatsrecht van de kerk over van de Brugse Eekhoutabdij naar de Sint-Maartensabdij van Doornik. De parochie behoort tot 1559 tot het bisdom Doornik, daarna tot 1801 tot het bisdom Ieper, tot 1834 tot het bisdom Gent en sindsdien tot het bisdom Brugge.
Het dorp bleef tot in de 20ste eeuw hoofdzakelijk een landbouwdorp. Naast graangewassen, zoals haver, werd er ook een tabak, cichorei en vlas geteeld. Vlas werd verwerkt in een vlasroterij.
De Eerste Wereldoorlog bracht vooral schade toe aan de omgeving van het station. De bevolking pendelde gewoonlijk naar Menen en Halluin, maar er kwam ook eigen industrie: de Algemene fluweelweverij (AFW)werd in 1924 opgericht. Van 1907-1968 was er ook de conservenfabriek La Marveille.
In 1977 werd bij de gemeentelijke fusies de gemeente uitgebreid met deelgemeenten Rollegem-Kapelle en Sint-Eloois-Winkel.

## Bezienswaardigheden
- De Sint-Pieterskerk
- De pastorie van 1905 is in neogotische en neorenaissancestijl uitgevoerd.
- Ledeghem Military Cemetery, een Britse militaire begraafplaats met gesneuvelden uit de Eerste Wereldoorlog

## Kernen
De fusiegemeente Ledegem bestaat uit drie deelgemeenten. Naast Ledegem-centrum zijn dit nog Rollegem-Kapelle en Sint-Eloois-Winkel. Rollegem-Kapelle, de kleinste deelgemeente, ligt centraal tussen de twee grotere.
| # | Naam                     | Opp. (km²) | Inwoners (2020) | Inwoners per km² | NIS-code |
| - | ------------------------ | ---------- | --------------- | ---------------- | -------- |
| 1 | Ledegem (I)              | 11,17      | 4 345           | 389              | 36010A   |
| 2 | Rollegem-Kapelle (II)    | 4,87       | 1 305           | 268              | 36010B   |
| 3 | Sint-Eloois-Winkel (III) | 8,79       | 4 036           | 459              | 36010C   |

De gemeente Ledegem grenst aan de volgende gemeenten en dorpen:
| - a. Lendelede (gemeente Lendelede) - b. Heule (stad Kortrijk) - c. Gullegem (gemeente Wevelgem) - d. Moorsele (gemeente Wevelgem) - e. Dadizele (gemeente Moorslede) |

| - f. Moorslede, en het dorp Slypskapelle (gemeente Moorslede) - g. Rumbeke, meer bepaald gehucht Beitem (stad Roeselare) - h. Oekene (stad Roeselare) - i. Izegem (stad Izegem) |

### Kaart

Ledegem, deelgemeenten en buurgemeenten. De gele gebieden zijn bebouwde kernen.

## Natuur en landschap
Ledegem ligt in Zandlemig Vlaanderen. De hoogte verloopt van 20-32 meter, en de kerkdrempel ligt op 21 meter hoogte. De Heulebeek loopt in het zuiden langs de dorpskern, de Papelandbeek loopt in het westen, in het noorden loopt de Koolsdambeek en in het noordwesten de Papelandbeek.

## Demografische ontwikkeling

### Demografische ontwikkeling voor de fusie
Bron:NIS - Opm:1831 t/m 1970=volkstellingen; 1976= inwoneraantal per 31 december

### Demografische ontwikkeling van de fusiegemeente
Alle historische gegevens hebben betrekking op de huidige gemeente, inclusief deelgemeenten, zoals ontstaan na de fusie van 1 januari 1977.
- Bronnen:NIS, Opm:1831 tot en met 1981=volkstellingen; 1990 en later= inwonertal op 1 januari

| Inwoners van jaar tot jaar op 1 januari 1992 tot heden | Inwoners van jaar tot jaar op 1 januari 1992 tot heden | Inwoners van jaar tot jaar op 1 januari 1992 tot heden |
| jaar                                                   | Aantal                                                 | Evolutie: 1992=index 100                               |
| ------------------------------------------------------ | ------------------------------------------------------ | ------------------------------------------------------ |
| 1992                                                   | 9.410                                                  | 100,0                                                  |
| 1993                                                   | 9.406                                                  | 100,0                                                  |
| 1994                                                   | 9.362                                                  | 99,5                                                   |
| 1995                                                   | 9.336                                                  | 99,2                                                   |
| 1996                                                   | 9.356                                                  | 99,4                                                   |
| 1997                                                   | 9.349                                                  | 99,4                                                   |
| 1998                                                   | 9.371                                                  | 99,6                                                   |
| 1999                                                   | 9.335                                                  | 99,2                                                   |
| 2000                                                   | 9.344                                                  | 99,3                                                   |
| 2001                                                   | 9.369                                                  | 99,6                                                   |
| 2002                                                   | 9.371                                                  | 99,6                                                   |
| 2003                                                   | 9.281                                                  | 98,6                                                   |
| 2004                                                   | 9.254                                                  | 98,3                                                   |
| 2005                                                   | 9.264                                                  | 98,4                                                   |
| 2006                                                   | 9.306                                                  | 98,9                                                   |
| 2007                                                   | 9.379                                                  | 99,7                                                   |
| 2008                                                   | 9.367                                                  | 99,5                                                   |
| 2009                                                   | 9.499                                                  | 100,9                                                  |
| 2010                                                   | 9.530                                                  | 101,3                                                  |
| 2011                                                   | 9.583                                                  | 101,8                                                  |
| 2012                                                   | 9.509                                                  | 101,1                                                  |
| 2013                                                   | 9.523                                                  | 101,2                                                  |
| 2014                                                   | 9.522                                                  | 101,2                                                  |
| 2015                                                   | 9.507                                                  | 101,0                                                  |
| 2016                                                   | 9.530                                                  | 101,3                                                  |
| 2017                                                   | 9.607                                                  | 102,1                                                  |
| 2018                                                   | 9.716                                                  | 103,3                                                  |
| 2019                                                   | 9.695                                                  | 103,0                                                  |
| 2020                                                   | 9.687                                                  | 102,9                                                  |
| 2021                                                   | 9.715                                                  | 103,2                                                  |
| 2022                                                   | 9.738                                                  | 103,5                                                  |
| 2023                                                   | 9.770                                                  | 103,8                                                  |
| 2024                                                   | 9.779                                                  | 103,9                                                  |
| 2025                                                   | 9.775                                                  | 103,9                                                  |

## Politiek

### Structuur
| Ledegem          | Ledegem          | Supranationaal         | Nationaal                         | Nationaal                         | Gemeenschap               | Gewest                    | Provincie                 | Arrondissement  | Provinciedistrict | Kanton          | Gemeente        |
| ---------------- | ---------------- | ---------------------- | --------------------------------- | --------------------------------- | ------------------------- | ------------------------- | ------------------------- | --------------- | ----------------- | --------------- | --------------- |
| Administratief   | Niveau           | Europese Unie          | België                            | België                            | Vlaanderen                | Vlaanderen                | West-Vlaanderen           | Roeselare       | Roeselare         | Roeselare       | Ledegem         |
| Administratief   | Bestuur          | Europese Commissie     | Belgische regering                | Belgische regering                | Vlaamse regering          | Vlaamse regering          | Deputatie                 | Deputatie       | Deputatie         | Deputatie       | Gemeentebestuur |
| Administratief   | Raad             | Europees Parlement     | Kamer van volksvertegenwoordigers | Kamer van volksvertegenwoordigers | Vlaams Parlement          | Vlaams Parlement          | Provincieraad             | Provincieraad   | Provincieraad     | Provincieraad   | Gemeenteraad    |
| Kiesomschrijving | Kiesomschrijving | Nederlands Kiescollege | Kieskring West-Vlaanderen         | Kieskring West-Vlaanderen         | Kieskring West-Vlaanderen | Kieskring West-Vlaanderen | Kieskring West-Vlaanderen | Roeselare-Tielt | Roeselare         | Roeselare       | Ledegem         |
| Verkiezing       | Verkiezing       | Europese               | Federale                          | Federale                          | Vlaamse                   | Vlaamse                   | Provincieraads-           | Provincieraads- | Provincieraads-   | Provincieraads- | Gemeenteraads-  |

### Burgemeesters
- 1884-1909 : Justinus Deraedt
- 1910-1932 : Arthur Mussely
- 1933-1939 : Ernest Decuypere
- 1939-1962 : Pieter Denolf (CVP)
- 1962-1976 : Michel Decoene (CVP)
- 1977-1988 : Firmin Debusseré (VD)
- 1989-2000 : Patrick Van Gheluwe (SP)
- 2001-2006 : Paul Vanhie (VLD)
- 2007-heden : Bart Dochy (CD&V)

Burgemeester is Bart Dochy van de Lijst Burgemeester. Deze partij heeft de meerderheid met 18 op 21 zetels.

### Resultaten gemeenteraadsverkiezingen sinds 1976
| Partij               | Partij                                       | 10-10-1976 | 10-10-1976 | 10-10-1982 | 10-10-1982 | 9-10-1988 | 9-10-1988 | 9-10-1994 | 9-10-1994 | 8-10-2000 | 8-10-2000 | 8-10-2006 | 8-10-2006 | 14-10-2012 | 14-10-2012 | 14-10-2018 | 14-10-2018 | 13-10-2024 | 13-10-2024 |
| Stemmen / Zetels     | Stemmen / Zetels                             | %          | 21         | %          | 21         | %         | 21        | %         | 21        | %         | 21        | %         | 21        | %          | 21         | %          | 21         | %          | 21         |
| -------------------- | -------------------------------------------- | ---------- | ---------- | ---------- | ---------- | --------- | --------- | --------- | --------- | --------- | --------- | --------- | --------- | ---------- | ---------- | ---------- | ---------- | ---------- | ---------- |
|                      | SP1/ sp.a2/ sp.a-GroenC/ Vooruit3            | 12,61      | 2          | 21,191     | 4          | 22,341    | 4         | 26,261    | 5         | 31,181    | 7         | 22,222    | 5         | 15,85C     | 3          | 14,22      | 2          | 18,33      | 3          |
|                      | Agalev1/ Groen!2/ sp.a-GroenC/ Groen3        | -          |            | -          |            | -         |           | -         |           | 6,751     | 0         | 5,762     | 0         | 15,85C     | 3          | 8,83       | 1          | -          |            |
|                      | CVP1/ CVP-VDA/ CD&V/VDB/ Lijst BurgemeesterC | 45,291     | 10         | 19,821     | 4          | 36,811    | 8         | 36,21     | 8         | 39,69A    | 9         | 48,49B    | 12        | 70,09B     | 17         | 77,1B      | 18         | 81,7C      | 18         |
|                      | VD1/ CVP-VDA/ CD&V/VDB/ Lijst BurgemeesterC  | 41,161     | 9          | 46,191     | 11         | 40,851    | 9         | 37,541    | 8         | 39,69A    | 9         | 48,49B    | 12        | 70,09B     | 17         | 77,1B      | 18         | 81,7C      | 18         |
|                      | PVV1/ Open Vld2                              | 0,951      | 0          | -          |            | -         |           | -         |           | -         |           | -         |           | 9,412      | 1          | -          |            | -          |            |
|                      | Vlaams Belang                                | -          |            | -          |            | -         |           | -         |           | -         |           | 8,04      | 1         | 4,64       | 0          | -          |            | -          |            |
|                      | ACTIEF                                       | -          |            | -          |            | -         |           | -         |           | 22,37     | 5         | 15,5      | 3         | -          |            | -          |            | -          |            |
|                      | ACW                                          | -          |            | 12,8       | 2          | -         |           | -         |           | -         |           | -         |           | -          |            | -          |            | -          |            |
| Totaal stemmen       | Totaal stemmen                               | 6357       | 6357       | 6683       | 6683       | 6892      | 6892      | 6983      | 6983      | 7104      | 7104      | 7185      | 7185      | 7221       | 7221       | 7313       | 7313       | 5121       | 5121       |
| Opkomst %            | Opkomst %                                    |            |            |            |            | 97,39     | 97,39     | 96,62     | 96,62     | 96,96     | 96,96     | 97,30     | 97,30     | 96,27      | 96,27      | 97,1       | 97,1       | 68,3       | 68,3       |
| Blanco en ongeldig % | Blanco en ongeldig %                         | 2,5        | 2,5        | 4,73       | 4,73       | 3,93      | 3,93      | 4,34      | 4,34      | 4,93      | 4,93      | 3,27      | 3,27      | 3,66       | 3,66       | 6,3        | 6,3        | 2,7        | 2,7        |

De zetels van de gevormde meerderheid staan vetjes afgedrukt. De grootste partij is in kleur.

De rode cijfers naast de gegevens duiden aan onder welke naam de partijen telkens bij een verkiezing opkwamen.

## Bekende inwoners
- Gaston Rebry (1905-1953), wielrenner: drievoudig winnaar van Parijs-Roubaix en eenmaal Ronde van Vlaanderen
- Maurice Desimpelaere (1920-2005), wielrenner
- André Messelis (1931-2022), wielrenner
- Eric Leman (1946), wielrenner: drievoudig winnaar van de Ronde van Vlaanderen
- Tjok Dessauvage (1948), keramist

## Nabijgelegen kernen
Moorsele, Rollegem-Kapelle, Beitem, Slypskapelle, Dadizele